# 王元敬
王元敬（1517年—1603年），字廷臣，號古林，浙江紹興府山陰縣人，民籍，明朝政治人物。

## 生平
浙江鄉試第二十一名舉人。嘉靖三十八年（1559年）中式己未科會試第一百九十九名，二甲第二十四名進士。知许州，以清廉著稱。升刑部员外郎、郎中，出任荆州府知府，萬曆元年（1573年）五月升山东副使、整饬曹州，五年正月升福建右参政，七年九月升山东按察使，八年七月升广东右布政使，十一年正月升本省左布政，十一月升應天府府尹，十二月升都察院右副都御史、巡抚应天，不久升南京兵部右侍郎，十六年九月因房寰、张鼎思揭奏一事被革职閑住，三十一年十一月恢复原职，十二月去世，享年八十七。

## 家族
曾祖王璋；祖父王暐；父王碩，母張氏。永感下。兄王元春，刑科左给事中；王元德。弟王元吉。